# Baliomorpha pezidion
Baliomorpha pezidion is een schietmot uit de familie Hydropsychidae. De soort komt voor in het Australaziatisch gebied.